# Stazione di Dąbrowa Górnicza
Dąbrowa Górnicza è una stazione ferroviaria situata nella città di Dąbrowa Górnicza, nel Voivodato della Slesia in Polonia. La stazione si trova nel centro della città, in via Kolejowa 3, vicino a punti di interesse come il Palazzo della Cultura Zagłębie (550 m), il Centro commerciale Pogoria (600 m) e la Fabryka Pełna Życia (400 m). La stazione fu costruita nel XIX secolo come fermata sulla Ferrovia Varsavia-Vienna. È la principale stazione ferroviaria della città, con collegamenti diretti per Varsavia, Białystok, Częstochowa e Bielsko-Biała.

## Edificio della stazione
L'edificio della stazione fu costruito nel 1888 e completamente ristrutturato nel 2023. La modernizzazione ha riguardato nuove fondamenta, soffitti e travi. L'edificio è stato dotato di interni moderni, inclusi una sala d'attesa climatizzata, biglietterie, servizi igienici e una stanza per la cura dei bambini. Nell'edificio si trova anche l'incubatore imprenditoriale di Dąbrowa Górnicza.

## Infrastruttura
La stazione dispone di due piattaforme adatte alle persone con mobilità ridotta, dotate di ascensori e rampe per sedie a rotelle. Le piattaforme sono attrezzate con tettoie, panchine e tabelloni elettronici informativi. Un sottopassaggio collega le piattaforme con l'edificio della stazione e permette l'accesso a entrambi i lati dei binari. Nel 2023, intorno alla stazione è stato creato un nodo di trasporto integrato con un parcheggio da 375 posti, parte dell'infrastruttura P+R. La stazione offre un parcheggio coperto per biciclette (20 posti coperti) e rastrelliere per biciclette (30 posti scoperti). Nelle vicinanze si trova una stazione per il bike sharing cittadino, con una rete di stazioni che copre l'intera città. Piste ciclabili portano alla stazione.

## Accessibilità
Proprio accanto alla stazione si trova un nodo di trasporto con una fermata autobus "Dąbrowa Górnicza Dworzec PKP", dotata di quattro postazioni e servita da 9 linee urbane e una metropolitana. Queste linee garantiscono collegamenti con il centro città, altre aree di Dąbrowa Górnicza e città vicine. Nei dintorni si trovano parcheggi dei sistemi P+R, B+R, K+R, postazioni taxi e una fermata del bike sharing cittadino.